# Rourea glazioui
Rourea glazioui är en tvåhjärtbladig växtart som beskrevs av Schellenb.. Rourea glazioui ingår i släktet Rourea och familjen Connaraceae. Inga underarter finns listade i Catalogue of Life.